# آلبرت پاتر
آلبرت پاتر (انگلیسی: Albert Potter؛ ۲۳ سپتامبر ۱۸۹۷ – ۴ مهٔ ۱۹۴۲) بازیکن فوتبال بود.
از باشگاه‌هایی که در آن بازی کرده‌است می‌توان به باشگاه فوتبال اکستر سیتی اشاره کرد.